# Edward Luttwak
Edward Nicolae Luttwak (né le 4 novembre 1942 à Arad, en Roumanie) est un économiste et historien américain, spécialiste en géostratégie.

## Biographie
Né dans une famille juive à Arad, en Roumanie, Edward Luttwak grandit en Italie et en Angleterre. Après avoir suivi l'école primaire à Palerme, en Sicile, il fréquente Carmel College et Quintin Grammar en Angleterre, où il reçoit également une formation de base dans l'armée britannique, puis à la London School of Economics, où il est diplômé en analyse économique en 1964.
Après avoir travaillé à Londres, Paris et Jérusalem, il émigre aux États-Unis en 1972 et effectue des études supérieures à l'université Johns-Hopkins à Baltimore, où il obtient un doctorat en 1975. Il avait occupé un poste universitaire avant de passer aux États-Unis, à l'université de Bath.
C'est l'un des spécialistes en géostratégie et en géopolitique les plus connus dans le monde. Il travaille notamment au Centre d’études stratégiques et internationales de Washington DC et a publié Strategy: The Logic of War and Peace, traduit en quatorze langues, Le Coup d'État, mode d’emploi, Le Rêve américain en danger et Le Turbo-capitalisme.
Son ouvrage La grande stratégie de l'empire romain a connu un important succès critique, bien que l'auteur, n'étant pas antiquisant, n'ait pas travaillé à partir de sources primaires.
Il est considéré par Gérard Chaliand comme « le plus original des stratégistes américains ».

## Les cinq niveaux de la stratégie
Dans son livre  Le Paradoxe de la stratégie (1989), Edward Luttwack distingue cinq niveaux de la stratégie (où dans un sens de la guerre) :
- Le niveau de la Grande stratégie
- Le niveau des stratégies de théâtre (Theatre strategies)
- Le niveau des stratégies opératives (Operational strategies)
- Le niveau tactique
- Le niveau technique (celui de chacune des Armes : infanterie, cavalerie, artillerie, Génie, etc.)

et démontre qu'ils sont interdépendants.

## Publications
Années 1970
- (en) A dictionary of modern war, Londres, Allen Lane, 1971, 224 p. (ISBN 978-0-713-90130-6)
- (en) The Strategic Balance, 1972 (1972),  (ISBN 0-912050-33-0)
- (en) The Political Uses of Sea Power (Baltimore, 1974),  (ISBN 0-8018-1658-0)
- (en) The US - USSR Nuclear Weapons Balance (Beverly Hills, 1974),  (ISBN 0-8039-0096-1)
- (en) The Grand Strategy of the Roman Empire from the First Century AD to the Third (USA, 1976),  (ISBN 0-8018-2158-4)
- (en) Strategic Power: Military Capabilities and Political Utility (California, 1976),  (ISBN 0-8039-0659-5)
- (en) Coup d'état : A Practical Handbook (London 1979),  (ISBN 0-674-17547-6)
- (en) Sea Power in the Mediterranean: Political Utility and Military Constraints (California 1979),  (ISBN 0-8191-6010-5)
- Le Coup d'État : manuel pratique, Paris, Éd. Robert Laffont, 1969

Années 1980
- (en) The Israeli Army (with Dan Horowitz) (Cambridge, Massachusetts, 1983),  (ISBN 0-06-012723-6)
- (en)The Grand Strategy of the Soviet Union (London, 1983),  (ISBN 0-312-34260-8)
- (en) The Pentagon and the Art of War (New York, 1984),  (ISBN 0-671-61770-2)
- (en) Strategy and History (New Jersey, 1985),  (ISBN 0-88738-065-4)
- (en) Strategy: The Logic of War and Peace, 1987.
- Edward Luttwak, Le Paradoxe de la stratégie, Odile Jacob, 1989.

Années 1990
- (en) The Endangered American Dream: How to Stop the United States From Being a Third World Country and How to Win the Geo-Economic Struggle for Industrial Supremacy (New York, 1993),  (ISBN 0-671-86963-9).
- Le Rêve américain en danger, Odile Jacob, 1995.
- Coup d'État, mode d'emploi, Opus, 1996.
- La Renaissance de la puissance aérienne stratégique, Économica, 1998.
- (en) Turbo-Capitalism: winners and losers in the global economy (HarperCollins, 1999),  (ISBN 0-06-019330-1)
- Le Turbo-capitalisme. Les Gagnants et les perdants de l'économie globale, Odile Jacob, 1999.

Années 2000
- Edward Luttwak, La Stratégie de l'impérialisme soviétique…, 2000.
- (en)Strategy: The Logic of War and Peace, Revised and Enlarged Edition (The Belknap Press, 2002)
- Le Grand livre de la stratégie. De la Paix et de la guerre, Odile Jacob, 2002.
- (en) The Grand Strategy of the Byzantine Empire, The Belknap Press, 2009.
- La Grande stratégie de l'Empire romain, 2e ed, Economica, 2009.

Années 2010
- La Grande stratégie de l'Empire byzantin, Odile Jacob, 2010.
- Le Grand Livre de la stratégie. De la paix et de la guerre, Odile Jacob, 2010.
- The Middle of Nowhere. Why the Middle East is not important, 2011
- La Montée en puissance de la Chine et la logique de la stratégie… 2012.